# Alberto Zedda
Alberto Zedda (Milan, 2 janvier 1928 – Pesaro, 6 mars 2017) est un chef d'orchestre et musicologue italien, spécialisé dans le répertoire d'opéras italiens du XIXe siècle et plus spécialement de Gioachino Rossini.

## Biographie
Alberto Zedda étudie l'orgue avec Alceo Galliera, la composition avec R. Faït, la direction d'orchestre avec Antonino Votto et Carlo Maria Giulini au Conservatoire de Milan. Il suit parallèlement des cours de paléographie musicale à Crémone.
Il fait ses débuts en direction en 1956, dans le Le Barbier de Séville, à Milan. Puis il se rend aux États-Unis où il enseigne au College of Music de Cincinnati entre 1957 et 1959 et dirige l'orchestre de l'Oberlin College. Lors de son retour en Europe, il dirige en tant que chef permanent, pendant deux saisons le Deutsche Oper de Berlin (Ouest) de 1961 à 1963. Puis il retourne en Amérique diriger le New York City Opera. Il mène ensuite une carrière de chef invité des principaux théâtres lyriques et dirige majoritairement des opéras italiens avant de commencer une carrière internationale, avec des apparitions notamment à Bordeaux, Paris, Vienne, Berlin, Londres ou encore New York.

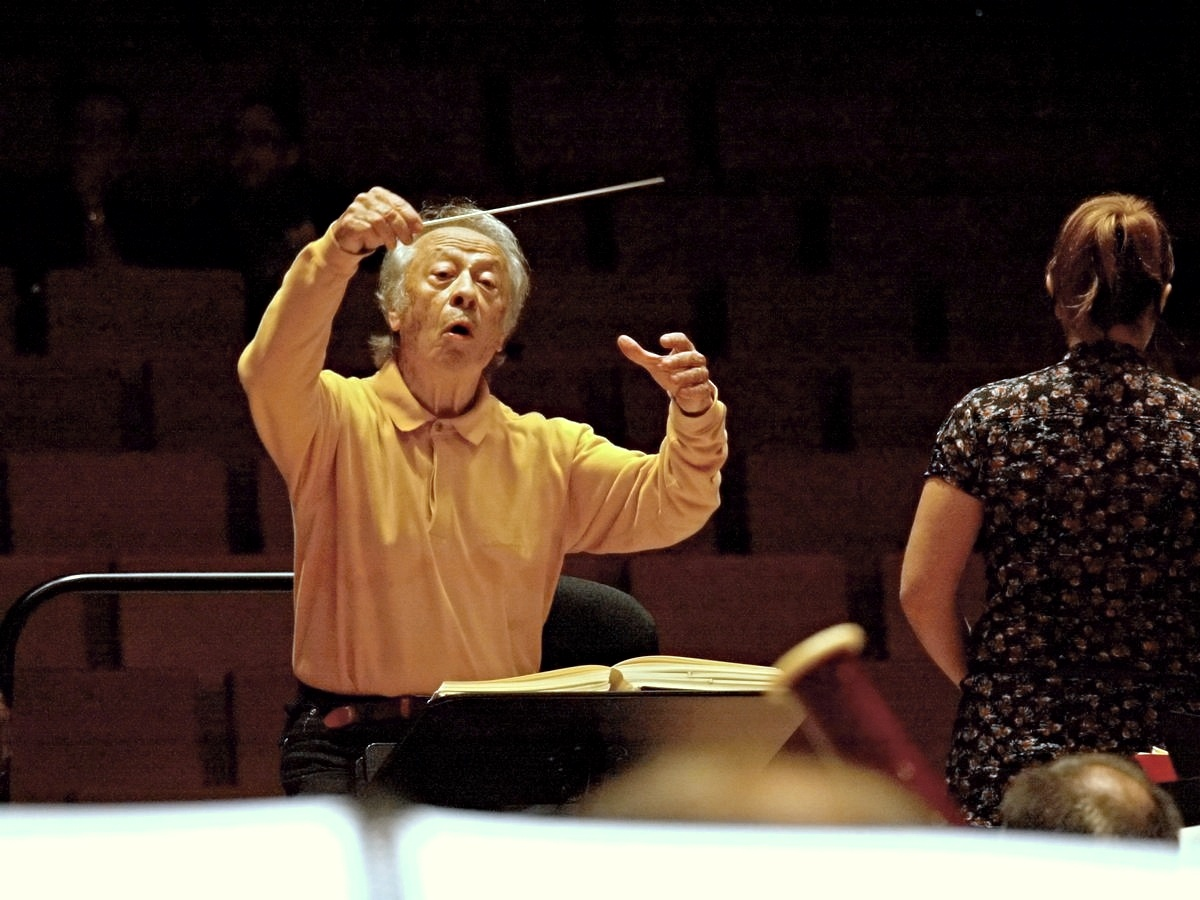
Alberto Zedda en 2010, dirige une représentation de Guillaume Tell à Valladolid.

Jusqu'en 1980, il est le directeur artistique de San Remo. Il est directeur artistique du Festival de la vallée d'Itria pendant un temps, puis fonde et dirige le Festival Rossini de Pesaro (la ville natale du compositeur) jusqu'en 1992, lorsqu'il est nommé directeur artistique de La Scala pour la saison 1992–1993 et reprend la direction du festival en 2000.
Il se consacre aux recherches musicologiques dès les années 1960. On lui doit la révision de nombreuses œuvres de Vivaldi, Haendel, Donizetti, Bellini, Verdi, et plus spécialement Gioachino Rossini, animée par la fondation Rossini de Pesaro et publiée par Ricordi. Avec l'Américain Philip Gossett, il est l'auteur de l'édition critique complète des opéras de Rossini et est aussi renommé pour ses travaux sur l'ornementation vocale et sa constante recherche d'une interprétation authentique. Dès leur parution en 1969, Giulini enregistre Le Barbier de Séville et La Cenerentola dans sa nouvelle version.
Il meurt à l'âge de 89 ans, à Pesaro.

## Distinctions
- International Opera Award à titre posthume (2017)[4].

## Discographie

### Musique symphonique et sacrée
- Vivaldi, Bach, concertos, Angelicum 1964
- Vivaldi, Les plus belles pages, Angelicum 1964
- Vivaldi, concertos, Angelicum 1967
- Clementi, concerto pour pianos et symphonie, Musical Heritage Society, 1968
- Viotti, concertos pour piano, Auditorium records, 1968
- Arenski et Albeniz, concertos pour piano, Auditorium records, 1968
- Beethoven, concertos pour piano, Unicorn records 1970
- Kuhlau et Clementi, concertos pour piano, Turnabout 1970
- Viotti et Platti, concertos pour piano, Turnabout 1971
- Manfredini, Paisiello et Platti, concertos pour piano, Turnabout, 1974
- Vivaldi, Bach, concertos, Disques A. Charlin, 1985
- Prokofiev, Milhaud, Debussy, Virgin Classics 1990
- Prokofiev, Milhaud, Virgin Classics 1995
- Paisiello, Missa defunctorum, Warner Fonit 1983
- Rossini, Stabat mater, Dynamic 2017
- Clementi, Concerto et symphonies, Angelicum

### Opéras
- Donizetti, Rita, RCA Victor 1962

- Vivaldi, Juditha triumphans, RCA 1968
- Leoncavallo, La Bohème, Everest 1968
- Pergolesi, La serva padrona, Quadrifoglio 1976
- Rossini, La gazza ladra, Fonit cetra 1978
- Rossini, Il barbiere di Siviglia, Electrecord, 1984
- Rossini, Adelaïde di Borgogna, Fonit cetra 1992
- Bellini, Beatrice di Tenda, Sony classical 1987
- Rossini, Tancredi, Naxos 1995
- Bellini, La sonnambula, Naxos 1997
- Spontini, Li puntigi delle donne, Dynamic 1999
- Rossini, L'equivoco stravagante, Naxos 2002
- Rossini, La Cenerentola, Naxos 2005
- Cavalli, Gli amori d'Apollo e di Dafne, Naxos 2006
- Rossini, La donna del lago, Naxos 2008
- Rossini, L'Italiana in Algeri, Naxos 2010
- Rossini, Otello, Naxos 2014
- Rossini, La gazza ladra, Naxos 2015
- Rossini, Semiramide, Hommage ?
- Hazon, Agenzia matrimoniale, Rifi ?
- Cimarosa, Le donne rivali, Bongiovanni

### Récitals
- Airs de Rossini, Lucia Valentini-Terrani, Fonit cetra 1982
- Airs alternatifs de Rossini, Marilyn Horne, Nuova Fonit cetra 1983
- Airs de Donizetti, Mozart, Berlioz, Agnes Baltsa, EMI classics 1987
- Opera arias, Francisco Araiza, Philips 1987

### Ouvertures d'opéras
- Rossini, Verdi, Bellini, Donizetti, Wolff-Ferrari, ouvertures, CBC records 1983